# Quyền LGBT ở Đông Timor
Quyền đồng tính nữ, đồng tính nam, song tính và chuyển giới ở Đông Timor có thể phải đối mặt với những thách thức pháp lý mà những người không phải LGBT không gặp phải. Cả hai hoạt động tình dục đồng giới nam và nữ đều hợp pháp trong Đông Timor, nhưng các cặp vợ chồng và hộ gia đình đồng giới do các cặp đồng giới đứng đầu không đủ điều kiện bảo vệ pháp lý giống nhau cho các cặp kết hôn khác giới.
Đông Timor được coi là một nhà lãnh đạo về quyền con người bao gồm quyền LGBT tại Đông Nam Á, mặc dù chưa có sự bảo vệ pháp lý nào đối với công dân LGBT được ban hành thành luật. Năm 2011, nước này đã ký tuyên bố chung về chấm dứt các hành vi bạo lực và vi phạm nhân quyền liên quan dựa trên xu hướng tính dục và bản dạng giới" ở Liên Hợp Quốc, lên án bạo lực và phân biệt đối xử với người LGBT. Vào tháng 7 năm 2017, chỉ 15 năm sau ngày độc lập, cuộc tuần hành tự hào đầu tiên của quốc gia đã được tiến hành với sự hỗ trợ của Chính phủ Timorese. Trong số những người tham gia cuộc tuần hành tự hào có công dân LGBT, nữ tu, bộ trưởng tôn giáo, dân tộc, sinh viên và quan chức chính phủ. Sự kiện này đã được tổ chức thường niên kể từ đó.

## Bảng tóm tắt
| Hoạt động tình dục đồng giới hợp pháp                                                                                       | (Từ năm 1975) |
| Độ tuổi đồng ý (14) | (Từ năm 1975) |
| Luật chống phân biệt đối xử chỉ trong việc làm                                                                              | No            |
| Luật chống phân biệt đối xử trong việc cung cấp hàng hóa và dịch vụ                                                         | No            |
| Luật chống phân biệt đối xử trong tất cả các lĩnh vực khác (Bao gồm phân biệt đối xử gián tiếp, ngôn từ kích động thù địch) | No            |
| Luật chống tội phạm thù ghét bao gồm xu hướng tính dục                                                                      | (Từ năm 2009) |
| Hôn nhân đồng giới | No            |
| Công nhận các cặp đồng giới                                                                                                 | No            |
| Nhận con nuôi là con riêng của các cặp vợ chồng đồng giới                                                                   | No            |
| Nhận con nuôi chung của các cặp đồng giới                                                                                   | No            |
| Người LGBT được phép phục vụ công khai trong quân đội                                                                       |               |
| Quyền thay đổi giới tính hợp pháp                                                                                           | No            |
| Tiếp cận IVF cho đồng tính nữ                                                                                               | No            |
| Mang thai hộ thương mại cho các cặp đồng tính nam                                                                           | No            |
| NQHN được phép hiến máu | No            |